# 中國人民解放軍駐澳門部隊
中國人民解放軍駐澳門部隊（葡萄牙語：Guarnição em Macau do Exército de Libertação do Povo Chinês），簡稱解放軍駐澳部隊、澳门驻军，是中華人民共和國中央人民政府（即国务院）派駐澳門特別行政區負責防務的國家武裝力量。
解放军驻澳部队主要由中国人民解放军陆军組成，並編配了少量海軍和空軍。隸屬于中国人民解放军南部战区。駐澳部隊从1999年4月開始組建，11月10日組建完畢，12月20日中午進駐澳門。

## 历史
1999年4月10日，中國人民解放軍駐澳門部隊由廣州軍區各部隊抽調而組建成立；同年6月28日，为规范澳门驻军，第九屆全國人民代表大會常務委員會第十次會議通過了《中華人民共和國澳門特別行政區駐軍法》。根據《中華人民共和國澳門特別行政區駐軍法》第二章的規定，中國人民解放軍駐澳門部隊職責是防備和抵抗侵略，保衛澳門安全、擔負防衛勤務、管理軍事設施及承辦有關的涉外軍事事宜。當全國人民代表大會常務委員會決定宣佈戰爭狀態或澳門進入緊急狀態時，澳門特區政府可向中央人民政府請求駐澳部隊協助維持社會治安和救助災害。駐澳部隊人員除了必須遵守中國大陸全國法律外，還須遵守澳門法律；軍費則由中央人民政府負責。
1999年9月，位于珠海南屏镇北山村的驻澳部队珠海基地竣工启用。1999年11月10日；中國人民解放軍駐澳門部隊完成組建，驻澳部队的先遣队已进驻珠海基地并展开训练。12月19日，中央軍委主席江澤民發布《中國人民解放軍駐澳門部隊進駐澳門特別行政區的命令》；20日中午12時，駐澳部隊司令員劉粵軍及約500名駐澳部隊的駐軍人員由珠海基地進駐澳門，並隨即進駐新口岸龍成大廈的臨時軍營；駐澳部隊成為中國人民解放軍派駐特別行政區的第二支部隊。同日下午一時，身兼中共中央軍委主席的中共中央總書記江澤民視察中國人民解放軍駐澳門部隊。
2002年，駐澳部隊的氹仔望德聖母灣大馬路營區建成；2004年12月3日，駐澳部隊位於新口岸的營區大廈落成，名為「解放軍駐澳門部隊總部大廈」。及至2008年2月，澳門政府就駐澳部隊的新口岸及氹仔營區的兩幅官地刊憲，劃定為軍事禁區。
2009年12月，中共中央總書記兼中央軍委主席胡錦濤簽署命令，給駐澳門部隊某連授予「履行澳門防務模範連」榮譽稱號。同月20日，胡錦濤視察及檢閱駐澳部隊氹仔營區。
駐澳門部隊於2011年5月以「滿足駐軍履行防務和官兵訓練、工作和生活的最低需求」報請中央人民政府批准向澳門特區政府撥地，澳門特區政府於同年9月收到國務院港澳事務辦公室的撥地請求函件；澳門特區政府於2012年3月宣布，把駐澳門部隊氹仔營區向東擴展18,000多平方米。

## 在澳行動

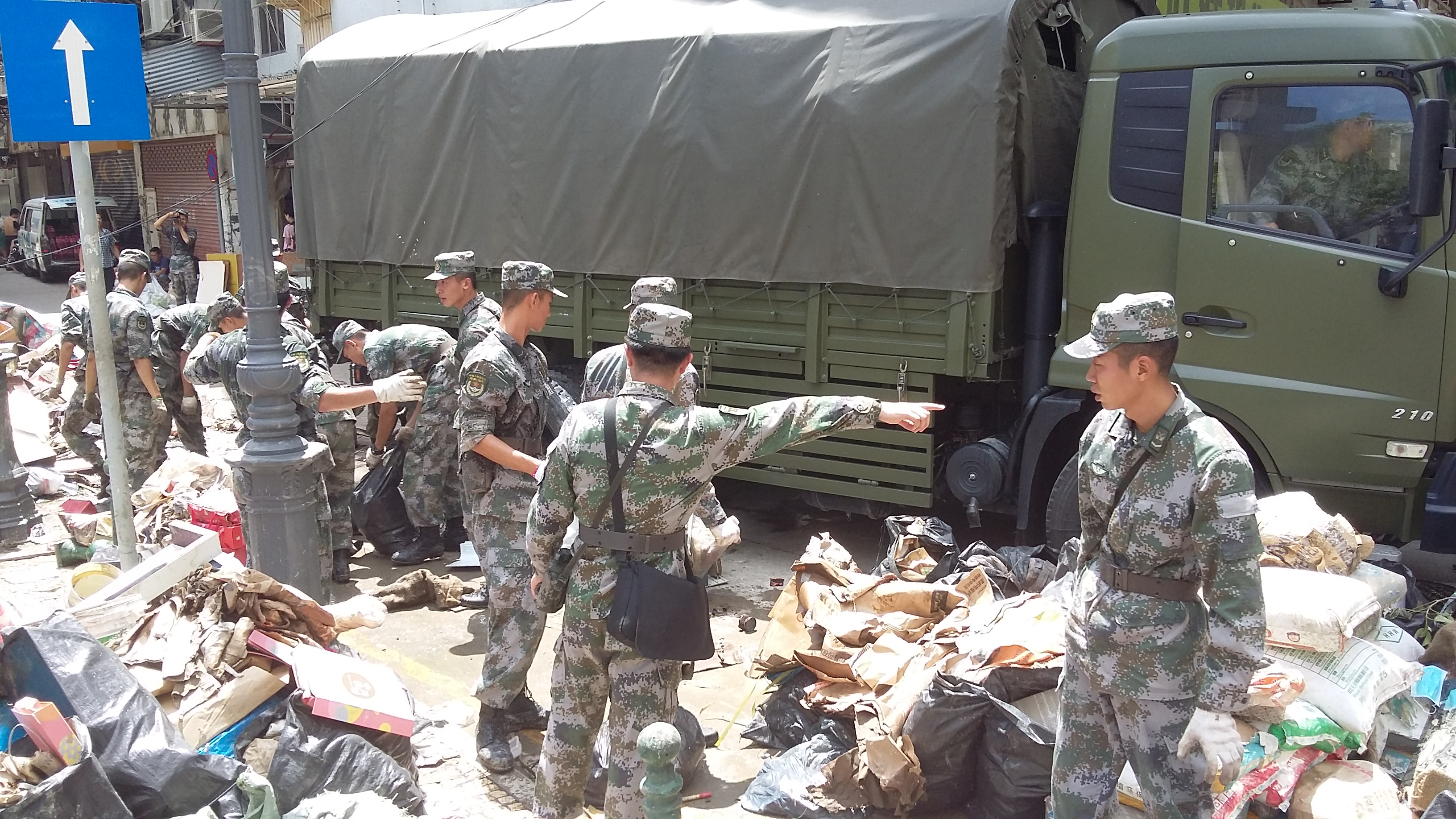
在澳门市区内救灾的驻澳部队士兵

2017年8月25日，鉴于颱風天鴿對澳門之影響，澳門特區政府宣佈，為加快恢復社會秩序、減少風災帶來的各種危害和影響，行政長官崔世安根據《澳門特別行政區基本法》和《澳門特別行政區駐軍法》的規定，提請駐澳解放軍協助救援，獲中央政府批准。這屬港澳回歸以來首次有解放軍參與特區的救援工作。駐澳解放軍隨即投入救災，共出動約1,800名军人到澳門市內各處大街小巷進行清理雜物和垃圾等工作，行動中有至少4名官兵身感不適。有居民表示歡迎，相信能夠加快清理進度。

## 職責
根据《中华人民共和国澳门特别行政区驻军法》，中国人民解放军驻澳门部队承担下列防务职责：
1. 防备和抵抗侵略，保卫澳门特别行政区的安全；
2. 担负防卫勤务；
3. 管理军事设施；
4. 承办有关的涉外军事事宜。

## 编制
中國人民解放軍駐澳門部隊駐軍人數不超過1000人，另外在珠海有後備軍營作補給用途；駐澳部隊主要由陸軍組成，也編配了少量的海、空軍官以作處理海、空軍的防務。
駐澳門部隊從2000年起根據《中國人民解放軍駐香港部隊、駐澳門部隊建制單位和士兵輪換規定》，每年實施輪換。驻澳部队費用由中央人民政府負擔。由於《中華人民共和國兵役法》不在澳門實施，因此澳門居民不需要、亦不能加入駐澳解放軍。駐澳部隊人員前往澳門前，需要學習《基本法》、《駐軍法》、澳門法律及了解澳門社會的情况。
驻澳门部队编列3个摩托化步兵连、2个装甲步兵连、1个警卫工化连、1个警卫侦察连和1个特种连。

## 历任领导
| 司令員 1. 刘粤军少将（1999年4月—2002年2月） 2. 刘联华少将（2002年2月—2008年2月） 3. 王玉仁少将（2008年2月—2010年4月） 4. 祝庆生少将（2010年4月—2014年7月） 5. 王 文少将（2014年7月—2018年1月） 6. 廖正荣少将（2018年1月－2018年12月） 7. 徐良才少將（2019年1月－2023年4月） 8. 于长江少將（2023年4月－） 副司令员 - 祝庆生 大校（1999年—？） - 陈舰 大校（？—？） - 黄文科 大校（？—2006年5月） - 郑威波 大校（？—？） - 黄桃益 大校（2009—2016年） | 政治委員 1. 贺贤书 少将（1999年4月—2001年1月） 2. 刘良凯 少将（2001年1月—2003年12月） 3. 杨忠民 少将（2003年12月—2006年9月） 4. 李文潮 少将（2006年9月—2007年9月） 5. 赵存生 少将（2007年9月—2008年9月） 6. 许进林 少将（2008年9月—2013年3月） 7. 马必强 少将（2013年3月—2014年12月） 8. 张智猛 少将（2014年12月—2017年8月） 9. 周吴刚 少将（2017年8月—2019年6月） 10. 孙文举 少将（2019年6月—2023年9月） 11. 林慶華 少将（2023年9月—） 副政治委员 - 赵同民 大校（？—？） |

| 参谋长 1. 黄文科 大校（1999年—？） 2. 黄桃益 大校（？—2009年） 3. 朱安平 大校（？—） 副参谋长 - 陈朝阳 大校（？—？） - 高志军 大校（？—） | 政治工作部主任 1. 张仲会 大校（1999年—？） 2. 赵福来 大校（？—？） 3. 周吴刚 大校（？—2014年） 4. 张剑 大校（2014年—2016年） 5. 窦国杰 大校（2016年—） 政治部副主任 - 曾真栋 上校（？—） |

| 后勤部部长 1. 陈舰 上校（1999年—？） 2. 王必建 上校（？—？） 3. 陈朝阳 上校（？—） | 珠海基地主任 1. 谢伙根（1999年—？） 2. 徐伟（？—？） 3. 刘欢（？—） 珠海基地政治委员 1. 赵月民（1999年—？） 2. 邓胜利（？—？） - 崔永军（？—） |

## 装备
比起以中型武裝為裝備的中國人民解放軍駐香港部隊，駐澳部隊以輕兵器作為武器裝備，并至少装备10辆装甲车和60多台其它车辆。駐澳解放軍車輛使用車牌以“ZA”開首，為駐澳（“ZhuAo”）的漢語拼音縮寫；正如澳門地區的機動車輛一樣，駕駛座在右側。

## 荣誉
2014年3月8日上午，中国人民解放军驻澳门部队官兵在新口岸营区大厦礼堂召开庆功大会，隆重庆祝广州军区给驻军特种连记集体一等功。

## 相關法律法規
中华人民共和国全国性法律
- 《中華人民共和國澳門特別行政區駐軍法》

澳门特别行政区法律
- 第4/2004號法律——軍事設施的保護
- 第23/2009號法律——中國人民解放軍駐澳門部隊因履行防務職責而享有的權利和豁免。

澳门特别行政区行政法規
- 第41/2000號行政法規——保留土地供中國人民解放軍駐澳門部隊使用。
  - 第62/2001號行政長官批示——規定將第41/2000號行政法規所保留的土地範圍內之現有不動產交由中國人民解放軍駐澳門部隊負責管理。
- 第22/2004號行政法規——保留土地供中國人民解放軍駐澳門部隊使用
- 第27/2004號行政法規——訂定對中國人民解放軍駐澳門部隊的軍事設施所作的行政違法行為的處罰制度
- 第2/2008號行政法規——設置軍事禁區。
- 第10/2012號行政法規——保留土地供中國人民解放軍駐澳門部隊使用。
- 第19/2014號行政法規——修改第2/2008號行政法規《設置軍事禁區》。